# Tom Scott (ingénieur du son)
Pour les articles homonymes, voir Scott et Tom Scott.
Thomas A. Scott est un ingénieur du son américain.

## Biographie
Après son diplôme d'ingénieur (MIT 1966), Tom Scott fait partie du Corps de la Paix et travaille deux ans au Venezuela avant de retourner à Los Angeles former les prochains groupes destinés à y aller.
Il commence à travailler dans un petit studio indépendant d'enregistrement, où il construit des appareils d'enregistrement et voyage à travers le monde en enregistrant des groupes en tournée. Puis il entre dans l'industrie cinématographique en travaillant sur Apocalypse Now.
Scott passe ensuite plusieurs années comme directeur de Skywalker Sound, avant de créer avec quelques collèges de Lucasfilm "Entertainment Digital Network" (EDnet).

## Distinctions

### Récompenses
- Oscar du meilleur mixage de son
  - en 1984 pour L'Étoffe des héros
  - en 1985 pour Amadeus